# GodTube
GodTube (GodTube.com; voorheen Tangle.com) is een website waar gratis videofilmpjes gedeeld kunnen worden. De site lijkt op YouTube; het enige verschil is dat Tangle.com zich heeft gespecialiseerd in video's met een christelijk thema.
Tangle.com werd in januari 2007 opgericht door Chris Wyatt, een student aan de Dallas Theological Seminary, onder de naam GodTube. In februari 2009 werd de naam veranderd in Tangle.com. Volgens Quantcast, een bedrijf dat site-statistieken bijhoudt, kreeg GodTube.com begin juni 2017 zo'n 330.000 bezoekers per maand.
Er zijn meer christelijke sites opgezet die een variant van populaire sites willen vormen. Zo is Conservapedia een christelijk-conservatief alternatief voor Wikipedia en MyChurch een christelijke versie van MySpace.